# Мондамін (Айова)
Мондамін (англ. Mondamin) — місто (англ. city) в США, в окрузі Гаррісон штату Айова. Населення — 339 осіб (2020).

## Географія
Мондамін розташований за координатами 41°42′36″ пн. ш. 96°1′17″ зх. д. / 41.71000° пн. ш. 96.02139° зх. д. (41.710040, -96.021496).  За даними Бюро перепису населення США в 2010 році місто мало площу 1,17 км², уся площа — суходіл.

## Демографія
Згідно з переписом 2010 року, у місті мешкали 402 особи в 175 домогосподарствах у складі 122 родин. Густота населення становила 344 особи/км².  Було 194 помешкання (166/км²).
Расовий склад населення:
| - 97,8 % — білих - 0,5 % — азіатів - 0,2 % — чорних або афроамериканців |

До двох чи більше рас належало 1,0 %. Частка іспаномовних становила 1,0 % від усіх жителів.
За віковим діапазоном населення розподілялося таким чином: 22,6 % — особи молодші 18 років, 55,8 % — особи у віці 18—64 років, 21,6 % — особи у віці 65 років та старші. Медіана віку мешканця становила 44,8 року. На 100 осіб жіночої статі у місті припадало 100,0 чоловіків;  на 100 жінок у віці від 18 років та старших — 95,6 чоловіків також старших 18 років.
Середній дохід на одне домашнє господарство  становив 57 435 доларів США (медіана — 45 682), а середній дохід на одну сім'ю — 65 497 доларів (медіана — 60 481). Медіана доходів становила 32 083 долари для чоловіків та 31 786 доларів для жінок. За межею бідності перебувало 7,2 % осіб, у тому числі 24,1 % дітей у віці до 18 років та 3,8 % осіб у віці 65 років та старших.
Цивільне працевлаштоване населення становило 185 осіб. Основні галузі зайнятості: освіта, охорона здоров'я та соціальна допомога — 25,4 %, будівництво — 9,2 %, транспорт — 8,6 %, роздрібна торгівля — 8,6 %.